# Galería de Pinturas de los Maestros Antiguos
La Galería de Pinturas de los Maestros Antiguos (en alemán: Gemäldegalerie Alte Meister [ɡəˈmɛːldəɡaləˌʁiː ˈʔaltə ˈmaɪstɐ]) es una pinacoteca situada en el ala Semper del Palacio Zwinger en Dresde, Alemania. La pinacoteca abarca una colección cercana a las 750 pinturas, que va desde el Renacimiento hasta el Barroco y que fueron coleccionadas por los Electores de Sajonia Augusto II y su hijo Augusto III en la primera mitad del siglo XVIII. En 1746 el segundo de ellos compró cien pinturas del duque de Módena, con lo que la galería obtuvo fama en toda Europa, a las que se sumó en 1753 la Madonna Sixtina de Rafael Sanzio.
La “Gemäldegalerie Alte Meister” es la base de las Colecciones de arte estatales de Dresde propiedad del Estado Libre de Sajonia.

## Historia

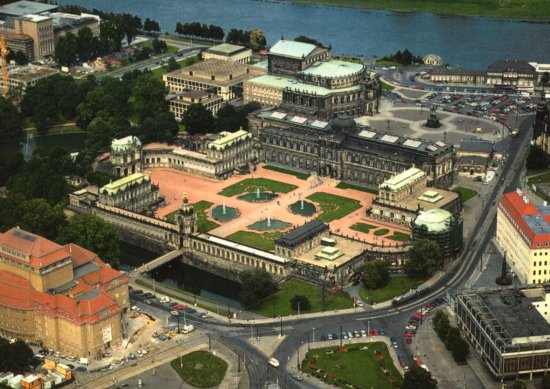
Vista aérea del Palacio Zwinger. La pinacoteca está en el ala estrecha, larga y oscura del Zwinger. Tras la galería se encuentra la Semperoper.

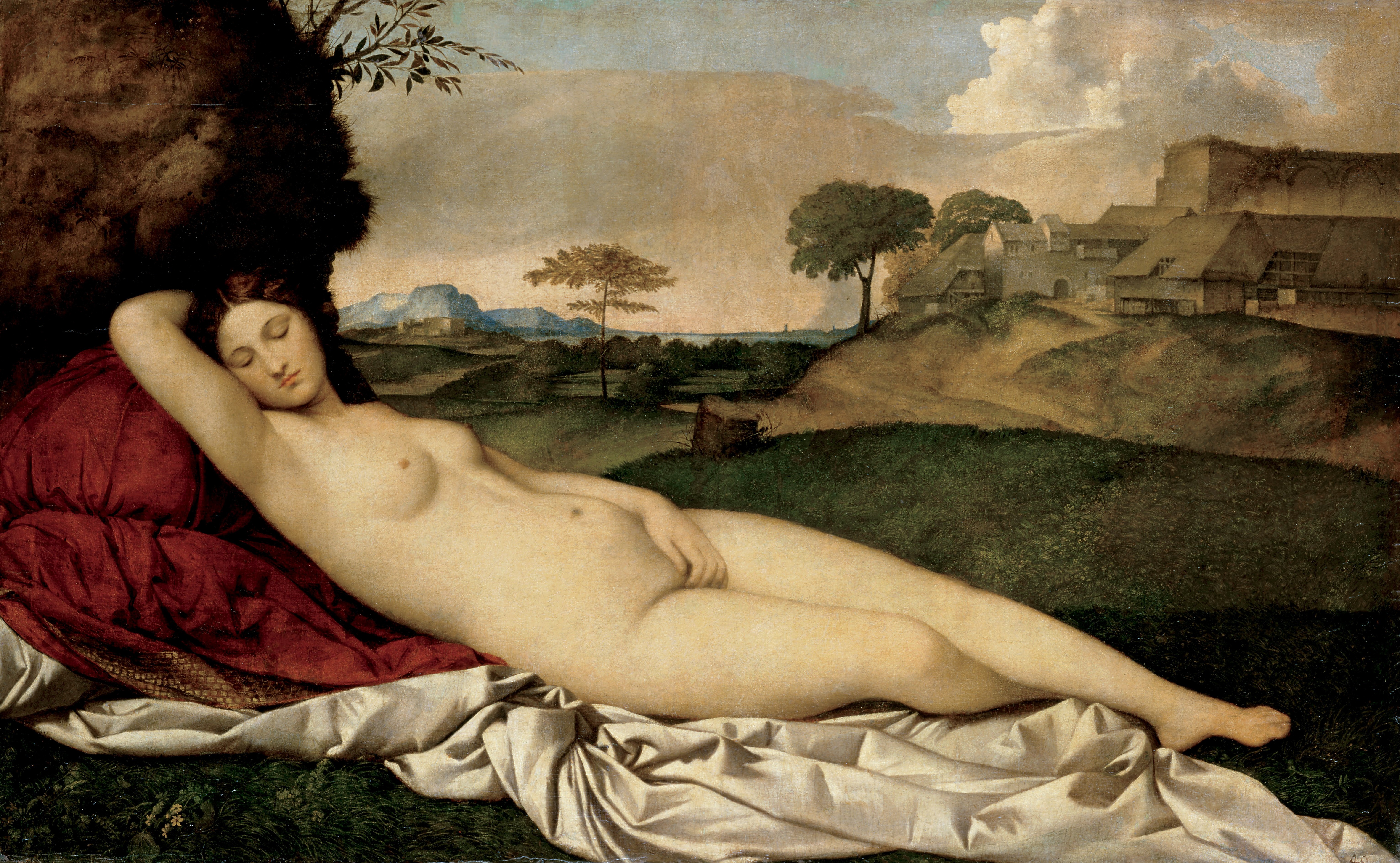
Venus dormida de Giorgione, h. 1510.

Cuando la  Kunstkammer (Cámara de Arte) de los Electores de Sajonia en Dresde fue fundada por Augusto, Elector de Sajonia en 1560, las pinturas estaban subordinadas a las piezas de colección de ciencia, a otras obras de arte y a las curiosidades:  A principios del siglo XVIII Augusto II el Fuerte y su hijo Federico Augusto II comenzaron a recopilar pinturas de forma sistemática. Durante un período de menos de 60 años, esos dos electores de Sajonia amantes del arte, que también fueron reyes de Polonia, ampliaron significativamente las colecciones. En 1745 se adquirieron las 100 mejores piezas de la colección de Francesco III, duque de Módena, que llegaron a Dresde al año siguiente Correggio (La Adoración de los pastores apodada La Notte), Andrea del Sarto, Velázquez (Retrato de Juan Mateos), Hans Holbein el Joven, Rubens, Veronés, Tiziano, Caravaggio, Guercino, Guido Reni, Giorgione (La Venus dormida), Durero, Ribera...
Como la colección de pinturas aumentaba rápidamente, pronto requirió más espacio para el almacenamiento y la presentación, y fue trasladada del Palacio de Dresde al adyacente Stallgebäude (el edificio de los establos de los electores) en 1747.
Mientras tanto, la colección había alcanzado fama europea. Se adquirieron y enviaron a Dresde pinturas de toda Europa, especialmente de Italia, París, Ámsterdam y Praga. Las actividades de compra de los príncipes electores fueron coronadas por la adquisición de la Madonna Sixtina de Rafael Sanzio en 1754.  La galería de pintura de Dresde se convirtió no solo en una de las colecciones de Maestros Antiguos más famosas del norte de Europa, sino también en un prototipo de los museos modernos que surgirían a finales del siglo XVIII.
En 1838, el arquitecto Gottfried Semper fue invitado por una comisión de la galería, que trabajaba para el rey Federico Augusto II, para que diseñara un entorno arquitectónico apropiado para la colección. La nueva ala de la galería del Zwinger se construyó en consecuencia entre 1847 y 1854. El 25 de septiembre de 1855, se inauguró el Neues Königliches Museum (Nuevo Museo Real) en la Galería Semper, donde todavía se encuentra hoy.
Debido a la escasez de espacio, el Departamento Moderno del museo con pinturas de los siglos XIX y XX se mudó en 1931 a un edificio separado en la Terraza de Brühl, sentando las bases de lo que ahora se conoce como la Galerie Neue Meister (Galería de Nuevos Maestros).
Cuando la Segunda Guerra Mundial era inminente en 1938, el museo fue cerrado. La mayoría de las obras de arte habían sido almacenadas en un lugar seguro cuando el propio edificio de la galería sufrió graves daños en el bombardeo de Dresde del 13 de febrero de 1945. Al final de la guerra, la mayoría de las pinturas fueron requisadas en 1945 por el Ejército Rojo y transportadas a Moscú y Kiev. A su regreso a Dresde en 1955, parte de la colección se expuso en la planta baja de la Galería Semper, todavía parcialmente destruida. La Galería de los Antiguos Maestros reabrió sus puertas en 1960, después de que se completara la reconstrucción del edificio de la galería. Si bien las pinturas más importantes sobrevivieron a ese período, las pérdidas fueron significativas. Los registros de 1963 indican que 206 pinturas fueron destruidas y que 507 desaparecieron. De estas, unas 450 siguen en paradero desconocido en la actualidad. El museo está abierto todos los días de 10:00 a. m. a 5:00 p. m. excepto el lunes.

## Artistas

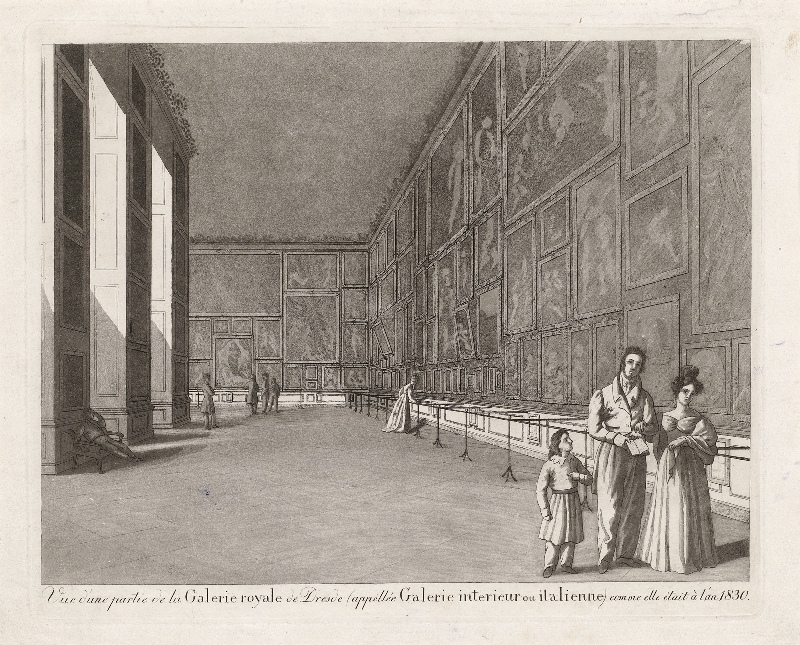
Vista interior de la Colección Real de Pintura hacia 1830

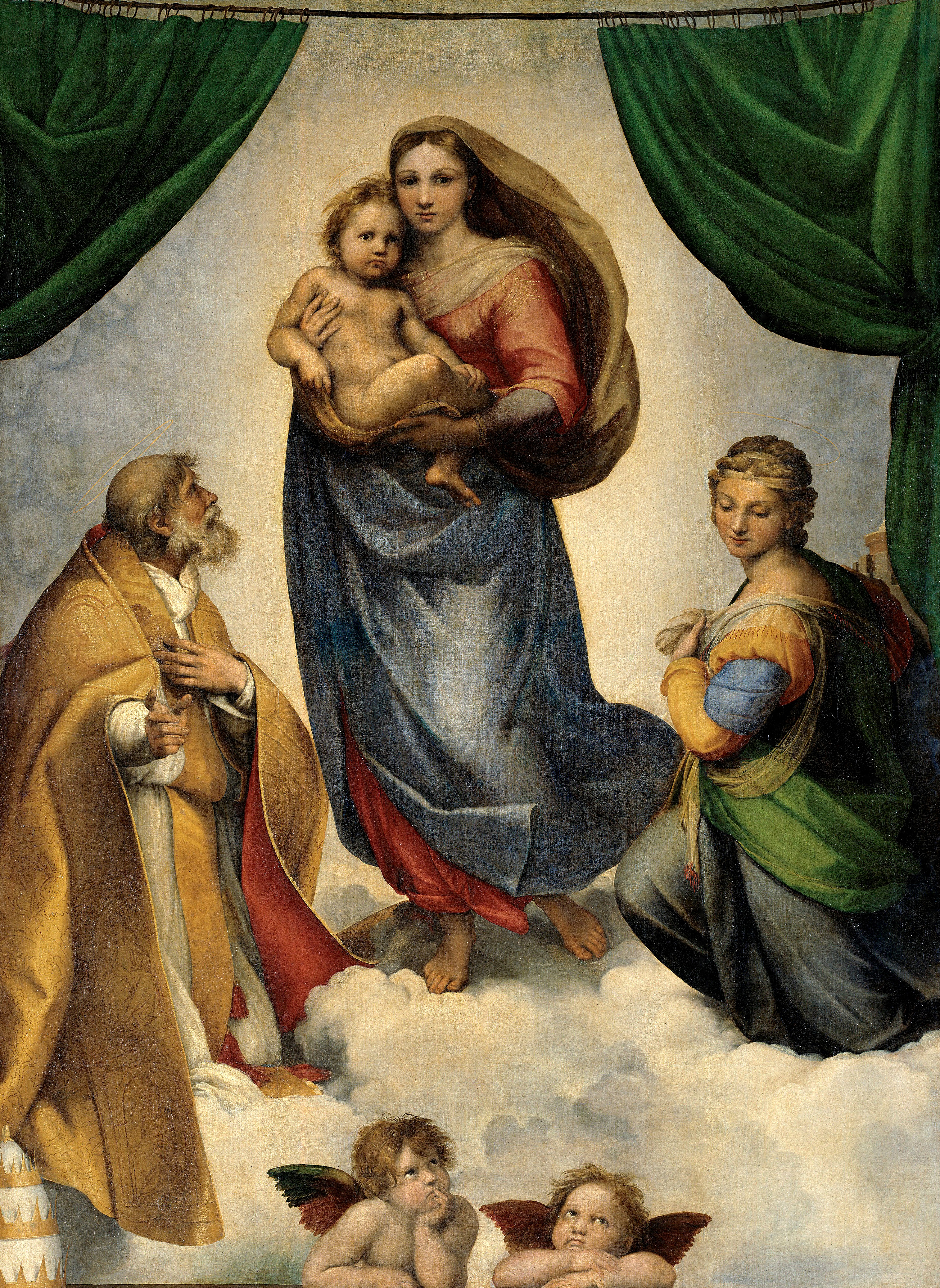
La Madonna Sixtina de Rafael

La pinacoteca incluye obras principales de pintores renacentistas italianos, como Rafael, Giorgione y Tiziano. Hay obras destacadas del Manierismo y del Barroco, así como obras neerlandesas del siglo XVII de Frans Hals, Johannes Vermeer, Rembrandt y sus seguidores y obras flamencas de Rubens, Jordaens y Van Dyck. El repertorio alemán cuenta con 58 pinturas de los Cranach que constituyen el mayor conjunto de esta saga reunido en un solo museo.
- Italianos:
  - Andrea Mantegna: Sagrada Familia.
  - Rafael: Madonna sixtina.
  - Giorgione: Venus dormida.
  - Correggio: Adoración de los pastores (conocida como La Notte).
  - Tiziano: El tributo del César, El hombre de la palma, Retrato de una dama con abanico.
  - Veronés: La Virgen y la familia Cuccina.
  - Bernardo Bellotto: especialmente sus pinturas de Dresde.
  - Canaletto: El Gran Canal de Venecia.
  - Giambattista Pittoni: Morte di Agrippina.
  - Giovanni Battista Tiépolo: La visión de santa Ana.
  - Rosalba Carriera: La bailarina Barbarina Campani.
  - Palma el Viejo: Ninfa en un paisaje.
- Holandeses:
  - Rembrandt: Retrato de Saskia van Uijlenburgh, Ganimedes raptado por el águila.
  - Frans Hals: Retrato de hombre.
  - Willem Claesz Heda: Bodegón con un pastel de moras.
  - Vermeer: La alcahueta, Muchacha leyendo una carta.
- Alemanes:
  - Alberto Durero: Retrato de un joven.
  - Caspar David Friedrich: La cruz de la montaña/Retablo Tetscher.
  - Lucas Cranach el Viejo: Retablo de santa Catalina.
  - Hans Holbein el Joven: Retrato del señor de Morette.
- Flamencos:
  - Jan van Eyck: Tríptico de la Virgen, san Miguel y santa Catalina.
  - Pedro Pablo Rubens: La caza del jabalí, Mercurio y Argos.
  - Jacob Jordaens: Los allegados de Cristo en el sepulcro.
  - Anthony van Dyck: Sileno ebrio.
- Españoles:
  - El Greco: La curación del ciego.
  - José de Ribera: Diógenes.
  - Juan Bautista Maíno: Resurrección de Cristo.
  - Bartolomé Esteban Murillo: La Virgen y el Niño, San Rodrigo de Córdoba.
  - Diego Velázquez: Retrato de Juan Mateos.
- Franceses:
  - Nicolas Poussin: El reino de Flora.
  - Antoine Watteau: Fiesta del amor.